# Freestyle ai IX Giochi asiatici invernali - Aerials sincronizzati maschile
La gara degli aerials sincronizzati maschile si è svolta il 11 febbraio 2025 al Yabuli Ski Resort di Harbin, in Cina.

## Risultati
| Rank | Team                                              | Jump 1 | Jump 2 | Punteggio |
| ---- | ------------------------------------------------- | ------ | ------ | --------- |
| 1    | Kazakistan Roman Ivanov Sherzod Khashirbayev      | 75.71  | 97.92  | 97.92     |
| 2    | Cina Geng Hu Yang Yuheng                          | 78.25  | 93.48  | 93.48     |
| 3    | Cina Li Xinpeng Qi Guangpu                        | 91.57  | 88.19  | 91.57     |
| 4    | Kazakistan Assylkhan Assan Dinmukhammed Raimkulov | 83.96  | 70.42  | 83.96     |
| 5    | Giappone Haruto Igarashi Yuta Nakagawa            | 55.96  | 55.10  | 55.96     |